# Mkhare
Mkhare (tiếng Gruzia: მხარე) là một cấp đơn vị hành chính tại Gruzia, tương đương với cấp tỉnh ở Việt Nam.
Theo các sắc lệnh của tổng thống Gruzia từ 1994 tới 1996, ngoài thủ đô và các nước cộng hòa tự trị thì quốc gia này được chia ra thành 9 mkhare (tạm thời) cho tới khi các mâu thuẫn li khai tại Abkhazia và Nam Ossetia được giải quyết. Đứng đầu mỗi mkhare là một ủy viên hội đồng quốc gia (სახელმწიფო რწმუნებული, saxelmc'ipo rcmunebuli, tương đương với thống đốc hay tỉnh trưởng), một chức vụ do tổng thống Gruzia bổ nhiệm.
Mỗi mkhare lại được chia tiếp ra thành các raioni (რაიონი, tương đương huyện).
9 mkhare hiện tại ở Gruzia là
- Guria (thủ phủ Ozurgeti)
- Imereti (thủ phủ Kutaisi)
- Kakheti (thủ phủ Telavi)
- Kvemo Kartli (thủ phủ Rustavi)
- Mtskheta-Mtianeti (thủ phủ Mtskheta)
- Racha-Lechkhumi và Kvemo Svaneti (thủ phủ Ambrolauri)
- Samegrelo-Zemo Svaneti (thủ phủ Zugdidi)
- Samtskhe-Javakheti (thủ phủ Akhaltsikhe)
- Shida Kartli (thủ phủ Gori)